# Rabbids Rumble
Rabbids Rumble è un videogioco picchiaduro/party per Nintendo 3DS sviluppato dalla Headstrong Games e pubblicato dalla Ubisoft. È stato pubblicato nel novembre 2012 in America Settentrionale ed in Europa.
Inizialmente era stato annunciato dalla Ubisoft durante la E3 2012. È il primo videogioco della serie Rabbids ad essere distribuito per console portatile, oltre che l'unico picchiaduro della serie.